# Johann Thomas Otto
Johann Thomas Otto (* 1726; † 15. März 1790) war ein deutscher Kaufmann und Ratsherr der Hansestadt Lübeck.

## Leben
Johann Thomas Otto wurde 1773 in den Lübecker Rat erwählt. Er war Besitzer des adligen Gutes Höltenklinken, welches zu dieser Zeit häufig den Besitzer wechselte und deswegen als Walzengut galt, aber zwischen Hamburg und Lübeck an der Beste für seine Wassermühlen und die davon angetriebenen Kupferhammer bekannt war.